# Jocelyn Jolidon
Jocelyn Jolidon (Saignelégier, 26 december 1962) is een Zwitsers voormalig wielrenner. Hij reed enige tijd samen met zijn broer Jacques Jolidon.

## Belangrijkste overwinningen
1984
- 2e etappe Ronde van Groot-Brittannië

1986
- 4e etappe deel A Ronde van Luik

1990
- Puntenklassement Ronde van Bretagne

1992
- 2e etappe Ronde van Vaucluse

1993
- 6e etappe deel A Herald Sun Tour